# تپه روباهک
تپه روباهک مربوط به هزاره دوم قبل از میلاد است و در شهرستان سراوان،در نزدیکی روستای دزک واقع شده و این اثر در تاریخ ۱ اردیبهشت ۱۳۴۵ با شمارهٔ ثبت ۵۴۵ به‌عنوان یکی از آثار ملی ایران به ثبت رسیده است.